# García Sánchez av Kastilien
García Sánchez av Kastilien, död 1029, var regerande greve av Kastilien mellan 1017 och 1029.